# Brahmanahalli, Chintamani
Brahmanahalli là một làng thuộc tehsil Chintamani, huyện Kolar, bang Karnataka, Ấn Độ.